# Edmundo González-Blanco

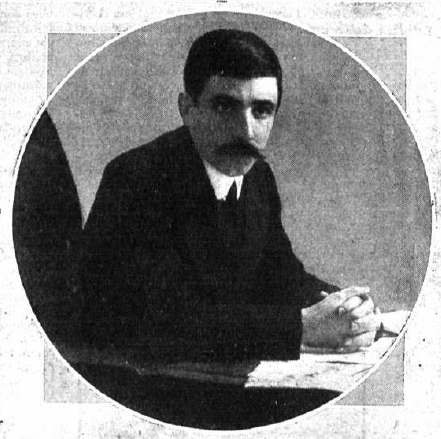
Edmundo González-Blanco (c. 1912).

Edmundo González-Blanco (Luanco, Oviedo, 20 de novembre de 1877 - Madrid, 1938) fou un filòsof, traductor i escriptor espanyol, germà del crític i novel·lista Andrés González-Blanco i del periodista Pedro González-Blanco. Va viure en la seva vila natal, a Barcelona i a Madrid.

## Biografia
Finalitzats els seus estudis primaris a Luanco, es traslladà amb la seva família a Conca, a on inicià la carrera eclesiàstica, que abandonà al tercer any de Teologia. Amb tres convocatòries aprovà el Batxillerat i va seguir el curs preparatori de filosofia i lletres en la Universitat de Madrid, carrera que, degut a la mort del seu pare, no va acabar.
Al cap de poc s'inicià en la literatura amb la novel·la El Calvario de José, publicada per entregues en el diari La Voz de Lanzarote escrita durant la seva estança en aquesta illa. Posteriorment col·laborar amb revistes com Nuestro Tiempo (de Salvador Canals i Vilaró) i La España Moderna (de José Lázaro). Per a l'editorial de José Lázaro va fer traduccions, conferències, llibres de política, de filosofia, biografies, i novel·les curtes.
Realitzà traduccions de l'anglès (William Blake, Carlyle, Morley, Emerson, David Hume, George, Ruskin, De Quincey, James Mark Baldwin, W. Hailman), de l'alemany (Hoffding, Schopenhauer, Nietzsche), del francès (Alfred Fouillé, Guizot, Girard, Renan), de l'italià (Benedetto Croce, Maquiavel) i del grec (Aristòtil).
Seva, és una famosa versió, la primera completa en castellà, dels evangelis apòcrifs i una, en companyia d'Antonio Zozaya com d'altres obres d'aquest autor. També li pertany una traducció, de The Marriage of Heaven and Hell de Blake el 1928. Edità i estudià, a Francisco Alvarado.

## Obres
Assaig
- El Materialismo: combatido en sus principios cosmológicos y psicológicos. Edit. Librería General de Victoriano Suárez (Madrid), 1906
- España ante el conflicto europeo (Tres estudios): iberismo y germanismo. Edit. Cervantes (Valencia), 1917
- Costa y el problema de la Educación Nacional. Edit. Cervantes (Barcelona), 1920
- La familia: En el pasado, en el presente y en el porvenir. Edit. Cuadernos de Cultura (Valencia), 1930
- El nacionalismo expuesto por Hitler… Edit. Agencia General de Librería y Artes Gráficas (Madrid, 1930?)
- La libertad de enseñanza. Imp. de Domingo Blanco, Biblioteca del apostolado de la verdad (Madrid, ¿1930?)
- Los sistemas sociales contemporáneos. Colectivismo. Anarquismo. Sindicalismo. Bolchevismo. Madrid: Talleres tipográficos Fénix, 1930.
- El sindicalismo expuesto por Sorel Agencia General de artes Graficas, 1934, (2a edició)
- Iberismo y germanismo, 1917
- Los orígenes de la religión, Madrid: Biblioteca Ateneo de Autores Españoles. 2 volums.
- El amor en la naturaleza, en la historia y en el arte, Madrid: [s.n., 1931] [Galo Saéz]
- Biblioteca de Ciencia, Literatura y Religión, Madrid: [Ambrosio Perez y Compañia], 1906.
- Alemanya y la guerra europea, 1917
- Filosofía de la naturaleza
- Jovellanos: su vida y su obra
- Strauss y su tiempo
- Voltaire. Su biografía. Su característica. Su labor. Madrid: Editorial América, c. 1910.
- Ángel Ganivet, Madrid: Editorial Colón, 1930
- Historia del periodismo (desde sus comienzos hasta nuestra época), 1920.
- El mundo invisible, Madrid: Mundo Latino, 1927.
- La mujer según los diferentes aspectos de su espiritualidad, 1930.

Novel·la
- Etapas d'una degradación
- Jesús de Nazaret
- Mesalina, 1904.
- Así conquistaba César, Madrid: Los Contemporáneos, 1922

Teatre
- Muerte militar.